# ویتالی کوسوسکی
ویتالی کوسوسکی (اوکراینی: Віталій Владиславович Косовський؛ زادهٔ ۱۱ اوت ۱۹۷۳) بازیکن فوتبال اهل اوکراین است.
از باشگاه‌هایی که در آن بازی کرده‌است می‌توان به باشگاه فوتبال دینامو کی‌یف اشاره کرد.
وی همچنین در تیم ملی فوتبال اوکراین بازی کرده‌است.